# Asas artificiais de Bacqueville

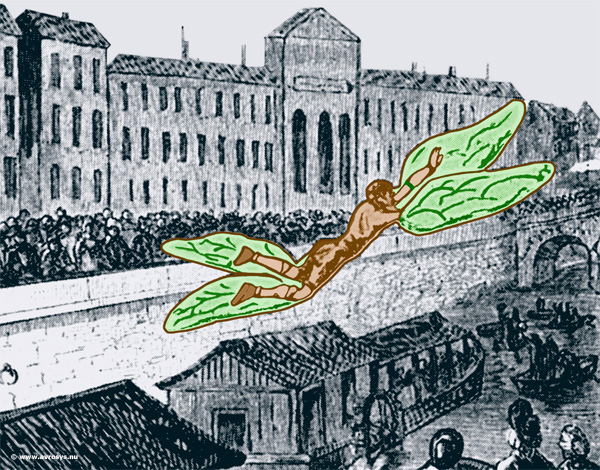
As asas artificiais de Bacqueville, de 1678.

As asas artificiais de Bacqueville, foram um alegado projeto de voo bem sucedido executado em 1742 pelo marquês de Bacqueville em Paris, França.

## Histórico
Nunca se soube se o marquês de Bacqueville efetuou algum estudo ou tentativa preliminar quando ele anunciou em 1742, que num determinado dia, ele voou por sobre o rio Sena partindo da sua mansão situada na Rue des Saints Peres em Paris, pousando (na verdade caindo) nas Tuileries, uma distância de 150 a 180 metros. Segundo ele, uma grande plateia testemunhou o fato: o marquês, com grandes asas presas as suas mãos e pés, se lançou ao ar do topo de um terraço em um dos lados de sua mansão.
Por um tempo, ele pareceu estar indo bem, mas logo seu movimentos começaram a ficar descompassados, fazendo-o titubear e cair sobre a banca de uma lavadeira as margens do rio. Ele quebrou uma perna na queda e nunca mais tentou novamente.